# Chœur tac-til
Chœur tac-til est un chœur mixte contemporain composé de personnes voyantes et non voyantes, fondé en 2012 par Natacha Muslera.

## Présentation
Entre 2012 et 2017 Natacha Muslera, poète-vocaliste, compositrice, chercheuse, et Charles Bascou (ingénieur développeur et assistant musical au Gmem CNCM) mettent au point avec l'aide technique de Jérôme Decque (directeur technique au Gmem), un robot haptique associé à une lutherie inédite,.  Cette lutherie permet de composer et d'interpréter en temps réel de manière tactile une pièce vocale originale. Le robot envoie des informations tactiles, les mains des chanteurs posées sur des pupitres d'orchestre reçoivent des signaux transmis par des électroaimants.
Chaque signal inspiré du code morse correspond à un matériau vocal. Ainsi, une écriture par contact se crée. Dans un premier temps, les pièces sont impulsées par un des membres du chœur. Par la suite, le robot compose de manière aléatoire pour le chœur. Le robot inclut une forme d'altérité, d'égalité entre machine et humain.  Ces modes opératoires (détermination, indétermination) poursuivent les recherches du compositeur et poète John Cage. À partir de 2017, le chœur n'utilise plus le robot, il se tourne vers d'autres formes d'expérimentations impliquant différentes situations d'écoutes.  
Les voix au sein du chœur s'inspirent des écosystèmes, des biotopes, dont ceux en voie de disparition. Ce chœur contemporain explore des modes compositionnels distanciés du champ visuel. Les concerts performances se déroulent dans l'obscurité et suscitent des écoutes acousmatiques. 
En 2018, le chœur collabore avec d'autres artistes et compositeurs, comme lors de la création Home, de Jean Luc Guionnet et Eric la Casa, pour le Festival les musiques, à Marseille. Des ateliers contextuels appelés « Chœur augmenté », s'élaborent au sein de centres sociaux en lien avec des lieux de création et d'École de la deuxième chance.
Les créations vocales et inventions technologiques du chœur, qualifiées d'« aventure étonnante et bouleversante, sur le plan musical et humain à la fois » par la musicologue Anne Montaron sur France Musique, sont coproduites et soutenues par le Gmem-Centre national de création musicale, dès ses débuts.   
Chœur tac-til a été programmé dans différents festivals et centres d’art dont : Reevox, deuxième édition à Marseille, Gamerz à la Fondation Vasarely à Aix-en-Provence, La Muse en circuit Festival Extension Église Saint-Merri à Paris, Les Instants vidéo, l'Embobineuse, La Compagnie à Marseille, etc. 
Le chœur et ses recherches ont fait l'objet d'invitations au sein de l'École supérieure d'Art à Aix en Provence et de l'Université d'Aix-Marseille, Iméra.
Les créations vocales sont diffusées sur les ondes radios et internet : France Musique, Radio libertaire, Radio Grenouille, radio Galère, etc.